# Lerista bipes
Lerista bipes este o specie de șopârle din genul Lerista, familia Scincidae, descrisă de Fischer în anul 1882. Conform Catalogue of Life specia Lerista bipes nu are subspecii cunoscute.